# Bahçesaray

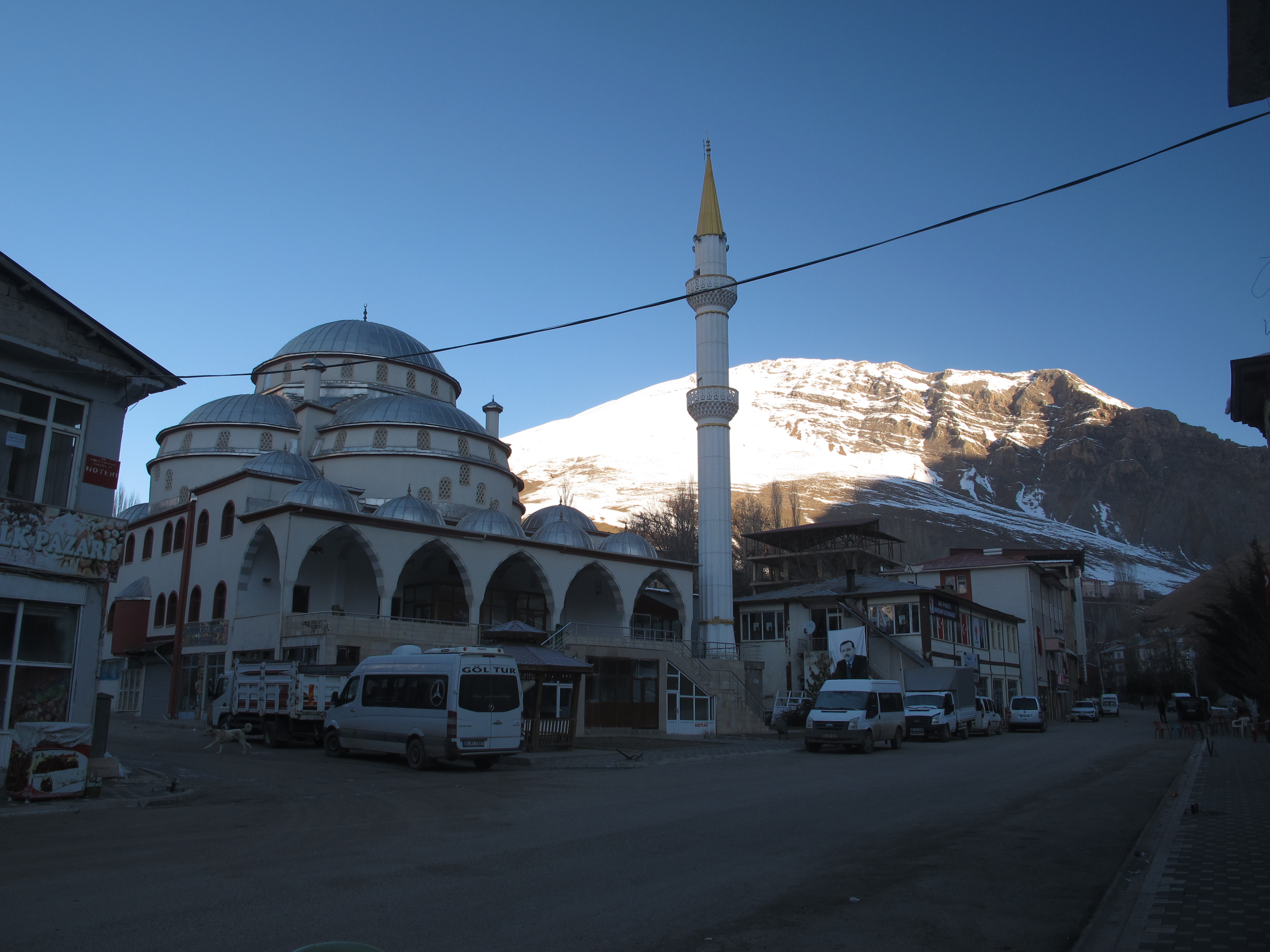
Mezquita central en Bahçesaray

Bahçesaray es una ciudad y distrito en la provincia de Van en Turquía.

## Historia
Históricamente el nombre del distrito era Mokq, una región armenia de nombre clásico Moxoene. Estaba situada al sur de los Reshtuniq (el cual forma la parte sur del lago Van) y al norte de Kordukq (Gordiene). La parte oriental constituía la provincia de Aliovit. La ciudad principal era Mokq, al norte de la región y al suroeste de Manazkert.
Fue regida por una familia armenia, los Mokqatsi de los que algunos miembros del siglo V son conocidos: Sura (sobre el 390 cuando la familia fue eliminada temporalmente del poder), Atom (sobre el 415), Artak (sobre el 445) y Ohan (sobre 480). Un Vardik gobernaba sobre el 640 
A la segunda mitad del siglo VII estaba bajo control del gobernador musulmán de Armenia, y grupos árabes se establecieron al borde del lago Van, pero no a Mokq. Probablemente pasó a los Bagrátidos en tiempos del príncipe Ashot I Msaker pero de esta época no se sabe casi nada. Cuando el ostikan Yusuf ben Abu Said ben Marwazi (851-852) asoló el Taron y regiones adyacentes sus habitantes se refugiaron a Mokq, que entonces poseía Sembat I Ablabas Bagratuni, fidel al Califa, pero que fue encarcelado el 854. Más tarde aparece en manos de un Sembat Bagratuni, que se suponía era uno de sus hijos (y por tanto hermano del rey Ashot I el grande), y en 880 de Mushel Bagratuni, hijo de este Sembat, a quien pretendía arrancarlo uno de los tres príncipes de Vaspurakan, que había recibido su principado "y todo lo que podía obtener en Mokq".
Después vino la guerra con Gurgen de Mardastan, que había atacado Vaspurakan pero se hizo la paz y se retiró a sus feudos, con residencia a la fortaleza de Kanguar, y seguidamente se dedicó a hacer la guerra a Mushel que murió en combate (896), pero como que Gurgen murió poco después de la caída de un caballo (897), Mokq conservó la dinastía ya que Mushel fue sucedido por su hijo Grigor.
Durante casi todo el siglo IX fue territorio sometido a los ostikanos de Dwin, y desde el 885 al rey Ashot I el grande y sus sucesores.
No vuelve a aparecer hasta el 975 cuando gobernaba un príncipe de nombre Zaphranik y filiación desconocida, que se opuso sin éxito al dominio bizantino. Con la derrota de Bardas Skleros en 978 la región pasó a dominios bizantinos.